# Bengala

Bengala, cobrindo as regiões de Índia e Bangladexe.

Bengala (em bengali: বাংলা/বঙ্গ; romaniz.: Bānglā / Bôngô) é uma região geopolítica, cultural e histórica no sul da Ásia, especificamente na parte oriental do subcontinente indiano no ápice do golfo de Bengala. Geograficamente, é formado pelo sistema delta do Ganges-Bramaputra, a maior formação desse tipo no mundo; junto com as montanhas ao norte que fazem fronteira com os estados do Himalaia, Nepal e Butão e leste com Mianmar.
Politicamente, Bengala está atualmente dividida entre Bangladexe (que cobre dois terços da região) e os territórios indianos indígenas de Bengala Ocidental, Tripurá e o Vale de Baraque de Assão (cobrem o restante do terço). Em 2011, a população de Bengala foi estimada em 250   milhões, tornando-a uma das regiões mais densamente povoadas do mundo. Entre eles, cerca de 160   milhões de pessoas vivem em Bangladexe e 91,3   milhões de pessoas vivem em Bengala Ocidental. O grupo etnolinguístico predominante é o povo bengali, que fala a língua bengali, uma língua indo-ariana. Os muçulmanos bengalis são a maioria em Bangladexe e Bengali. Os hindus são a maioria em Bengala Ocidental e Tripurá, enquanto o vale de Baraque contém proporções quase iguais de hindus bengalis e muçulmanos bengalis. Fora da Bengala propriamente dita, os territórios indígenas de Jarcanda, Biar e as ilhas Andamão e Nicobar também abrigam comunidades significativas de bengalis.
Florestas densas, incluindo florestas tropicais montanhosas, cobrem as áreas norte e leste de Bengala; enquanto um platô florestal elevado cobre sua área central. No sudoeste litoral estão os Sundarbans, a maior floresta de mangue do mundo e lar do tigre de Bengala. No sudeste costeiro encontra-se Cox's Bazar, a maior praia do mundo a 125 km (78 mi). A região tem um clima de monções, que o calendário bengali divide em seis estações.
Às vezes um império regional independente, a Bengala era uma potência líder no Sudeste Asiático e depois no Oriente Islâmico, com extensas redes de comércio. Na antiguidade, seus reinos eram conhecidos como nações marítimas. Bengala era conhecida pelos gregos como Gangaridai, notável pelo poder militar poderoso. Foi descrito pelos historiadores gregos que Alexandre o Grande se retirou do sudeste da Ásia, antecipando um contra-ataque de uma aliança de Gangaridai. Escritores posteriores notaram ligações mercantes entre Bengala e o Egito Romano.
O império bengalês de Pala foi a última grande potência imperial budista no subcontinente, fundada em 750 e se tornando a potência dominante no subcontinente do norte da Índia no século IX, antes de ser substituída pela dinastia Hindu Sena. no século XII. O Islã foi introduzido durante o Império Pala, através do comércio com o califado abássida. O Sultanato de Bengala Islâmico, fundado em 1352, foi absorvido pelo Império Mogol em 1576. A província de Bengala Subá, do Império Mogol, tornou-se um importante exportador global, um centro de indústrias mundiais como têxteis de algodão, seda e construção naval.
Bengala foi conquistada pela Companhia Britânica das Índias Orientais em 1757 pela Batalha de Plassey e tornou-se a presidência de Bengala do Raj Britânico, que experimentou a desindustrialização sob o domínio britânico. A empresa aumentou as alíquotas de impostos agrícolas de 10% para até 50, causando a Grande Fome de Bengala de 1770 e as mortes de 10 milhões de bengalis.
Bengala desempenhou um papel importante no movimento de independência da Índia, em que os grupos revolucionários eram dominantes. Tentativas armadas de derrubar o Raj Britânico começaram com a rebelião de Titumir e atingiram o clímax quando Subhas Chandra Bose liderou o Exército Nacional Indiano aliado ao Japão para lutar contra os britânicos. Um grande número de bengalis morreu na luta pela independência e muitos foram exilados em Cellular Jail, localizado em Andamão.
O Reino Unido Gabinete Missão de 1946, dividiu a região na Índia e no Paquistão Popularmente conhecido como partição de Bengala (1947), oposta pelo primeiro-ministro de Bengala Huseyn Shaheed Suhrawardy e líder nacionalista Sarat Chandra Bose. Eles fizeram campanha por um estado-nação unido e independente de Bengala. A iniciativa fracassou devido à diplomacia britânica e ao conflito entre muçulmanos e hindus. Mais tarde, o Paquistão decidiu que a Bengala Oriental se tornaria a nação independente de Bangladexe pela Guerra da Independência de Bangladexe em 1971.
A cultura bengali tem sido particularmente influente nos campos da literatura, música, construção naval, arte, arquitetura, esportes, moeda, comércio, política e culinária.

## Etimologia
O nome de Bengala é derivado do antigo reino de Banga, os registros mais antigos datam do épico Mahabharata no primeiro milénio a.C.. Teorias sobre a origem do ponto de Banga prazo para o proto-Dravidian tribo Bong que se instalaram na região por volta de 1000   BCE e a palavra austríaca Bong (deus-sol). O termo Vangaladesa é usado para descrever a região no século XI registros do sul da Índia. O termo moderno Bangla é proeminente a partir do século XIV, que viu o estabelecimento do Sultanato de Bengala, cujo primeiro governante Shamsuddin Ilyas Shah era conhecido como o Xá de Bangala. Os portugueses se referiram à região como Bengala na Era dos Descobrimentos.
O moderno nome inglês Bengal é um exônimo derivado do período do Sultanato de Bengala.

## Geografia

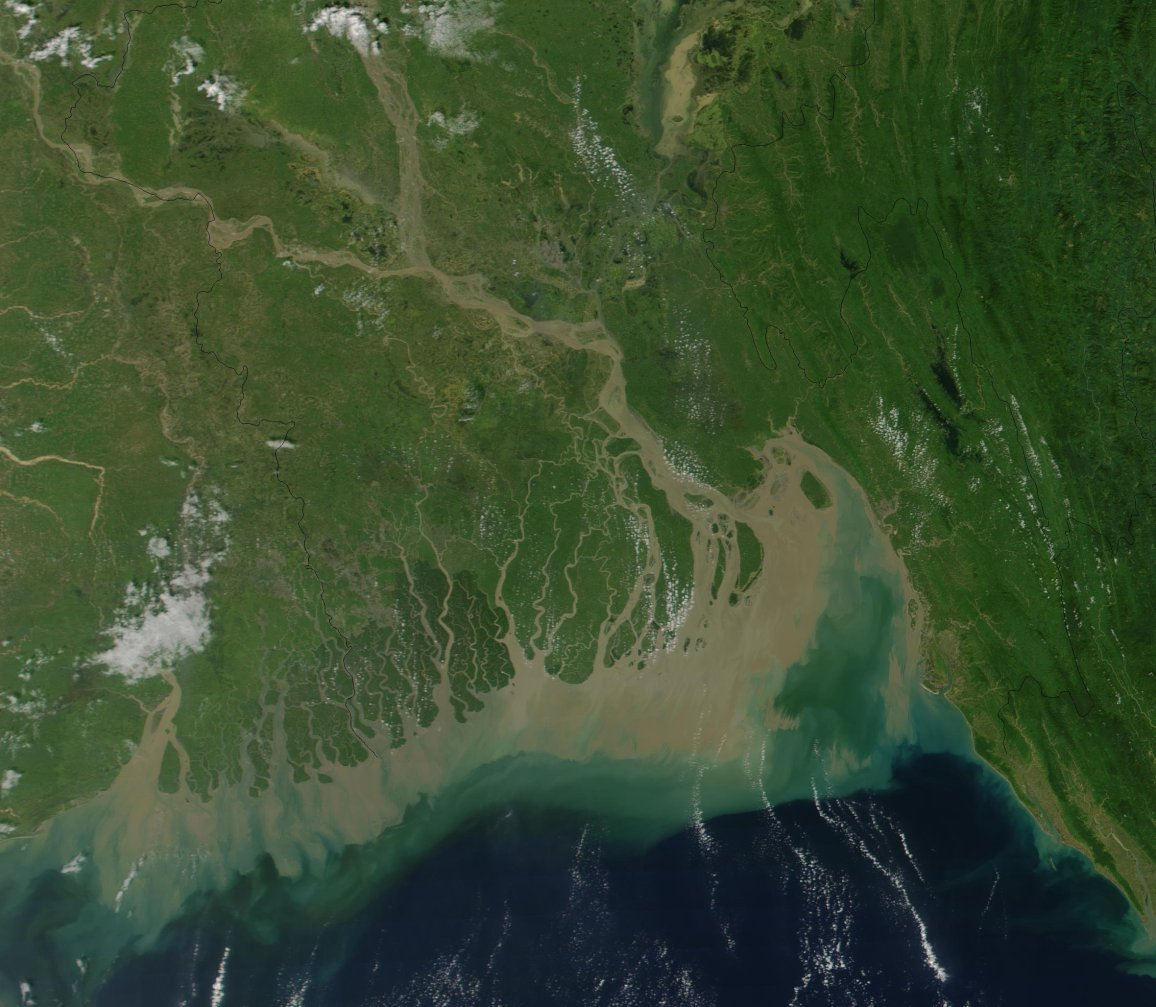
O delta do Ganges-Bramaputra

A maior parte da região de Bengala encontra-se no delta do Ganges-Bramaputra, mas existem terras altas em seu norte, nordeste e sudeste. O Delta do Ganges surge da confluência dos rios Ganges, Bramaputra e Meghna e seus respectivos afluentes. A área total de Bengala é 232 752 km². Bengala Ocidental tem 88 752 km² e Bangladexe 147 570 km².
A plana e fértil planície de Bangladexe domina a geografia de Bangladexe. As regiões das colinas de Chatigão e Sylhet abrigam a maioria das montanhas em Bangladexe. A maior parte de Bangladexe está a 10 metros acima do nível do mar, e acredita-se que cerca de 10% da terra seria inundada se o nível do mar aumentasse em um metro. Devido a essa baixa elevação, grande parte dessa região é excepcionalmente vulnerável a inundações sazonais devido às monções. O ponto mais alto em Bangladexe é na faixa de Mowdok a 1.052 metros. Uma parte importante do litoral compreende uma selva pantanosa, os Sundarbans, a maior floresta de mangue do mundo e lar de diversas flora e fauna, incluindo o tigre real de Bengala. Em 1997, esta região foi declarada ameaçada.
Bengala Ocidental está no gargalo oriental da Índia, que se estende desde o Himalaia, no norte, até a baía de Bengala, no sul. O estado tem uma área total de 88.752 km². A região montanhosa do Himalaia de Darjeeling, no extremo norte do estado, pertence ao leste do Himalaia. Esta região contém Sandakfu (3.636 metros) - o pico mais alto do estado. A estreita região de Terai separa esta região das planícies, que por sua vez transita para o delta do Ganges em direção ao sul. A região de Rarh intervém entre o delta do Ganges no leste e o planalto ocidental e terras altas. Uma pequena região costeira está no extremo sul, enquanto as florestas de mangue Sundarbans formam um notável marco geográfico no delta do Ganges.
Pelo menos nove distritos em Bengala Ocidental e 42 distritos em Bangladexe têm níveis de arsênico nas águas subterrâneas acima do limite máximo permitido pela Organização Mundial de Saúde de 50   µg / L ou 50 partes por bilhão e a água não tratada é imprópria para consumo humano. A água causa arsenicose, câncer de pele e várias outras complicações no corpo.

Paisagens
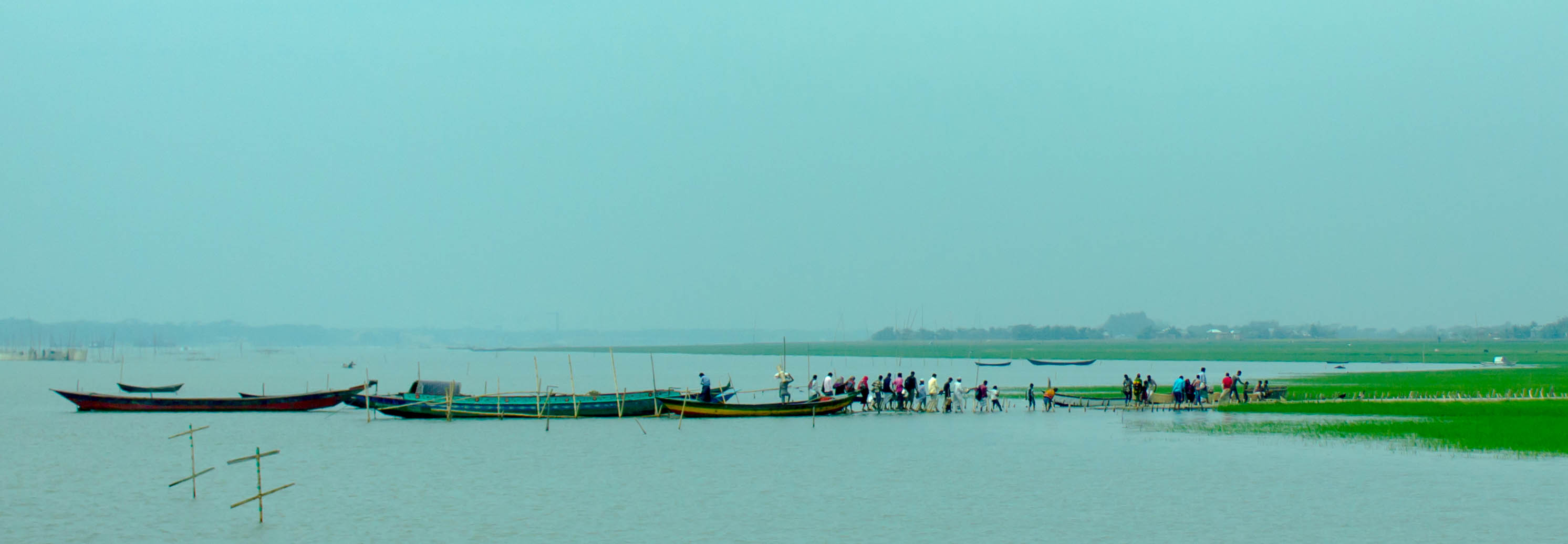
Um rio em Bangladexe
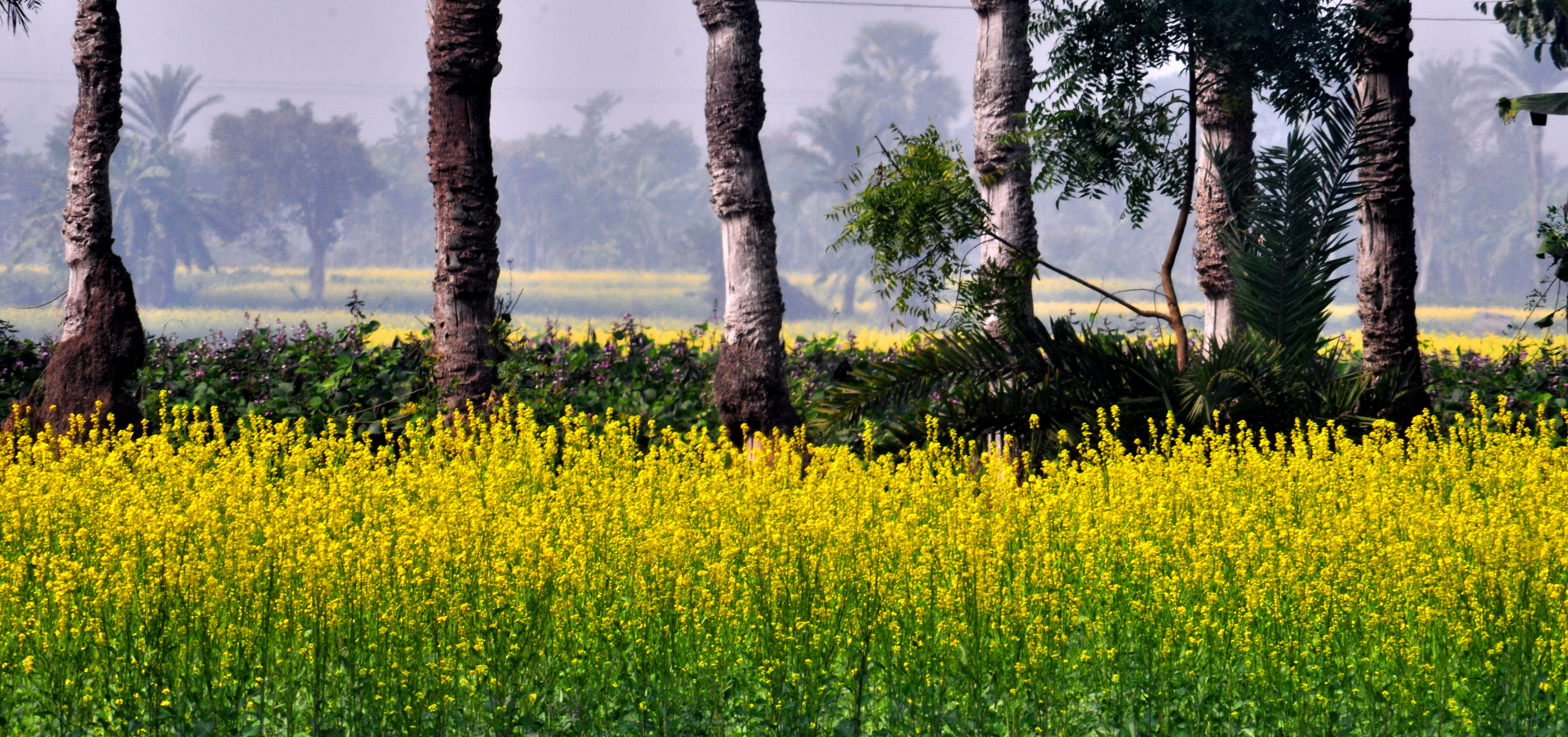
Uma fazenda de mostarda e tamareira em Bengala Ocidental
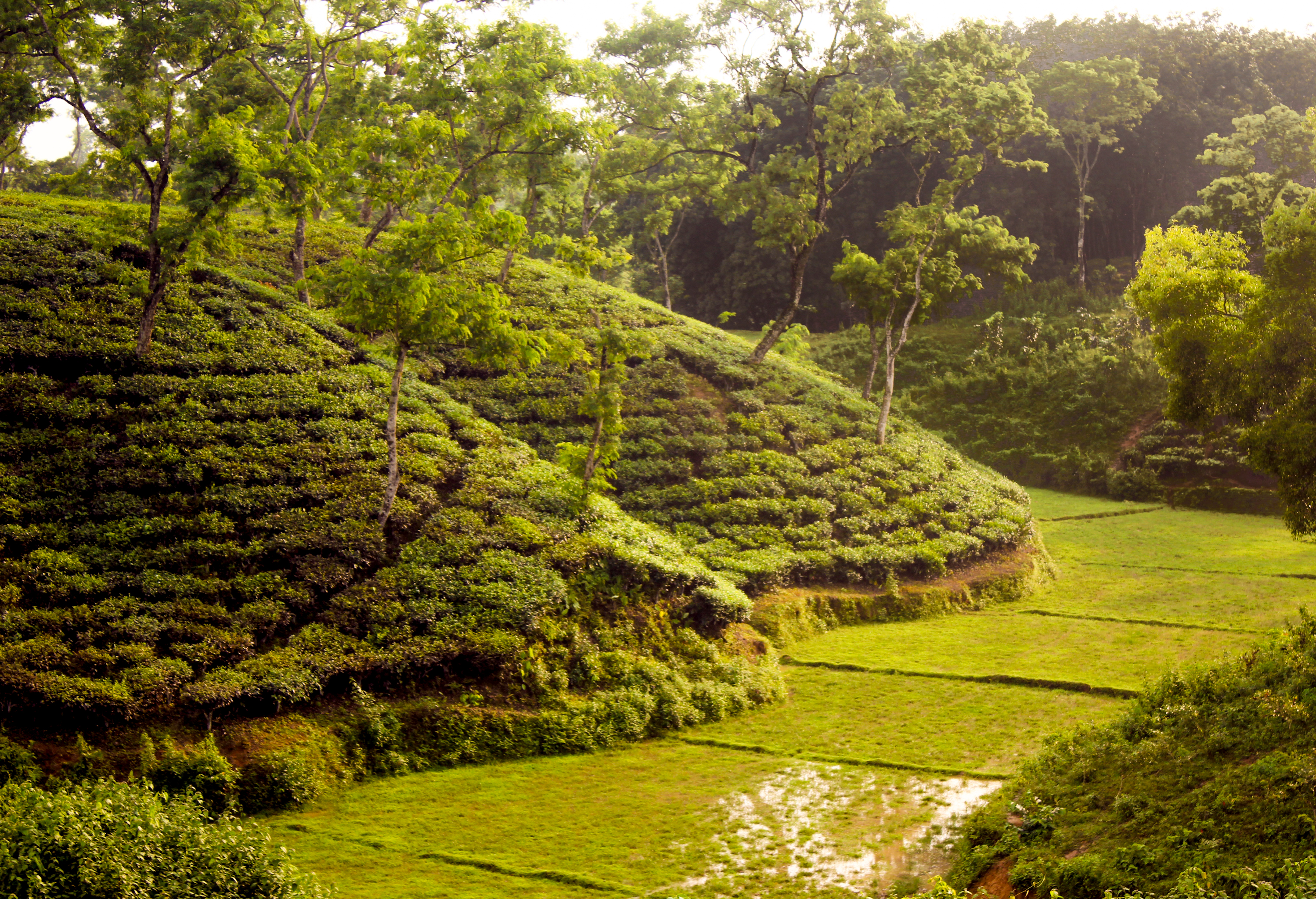
Um jardim de chá em Bangladexe

### Distinções geográficas

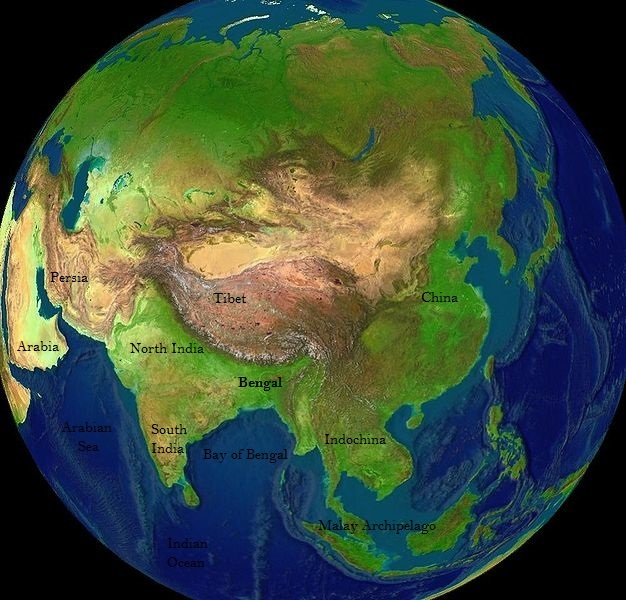
Bengala em relação às regiões históricas da Ásia

#### Bengala do Norte

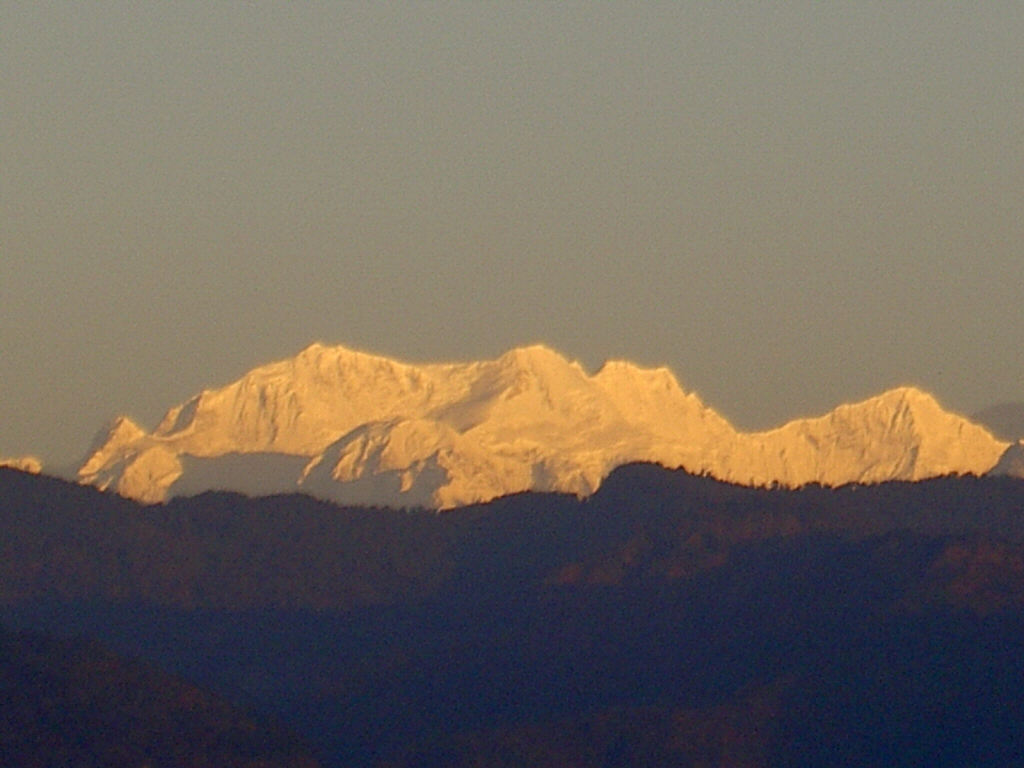
Em um dia claro, os picos nevados do Himalaia no Nepal e no Siquim podem ser vistos do norte de Bangladexe e do distrito de Darjeeling em Bengala Ocidental.

Bengala do Norte é um termo usado para a parte noroeste de Bangladexe e parte norte de Bengala Ocidental. A parte de Bangladexe compreende a Divisão de Rajshahi e a Divisão de Rangpur. Geralmente é a área situada a oeste do rio Jamuna e ao norte do rio Padma, e inclui o trato Barind. Politicamente, a parte de Bengala Ocidental compreende a Divisão de Jalpaiguri (Alipurduar, Cooch Behar, Darjeeling, Jalpaiguri, Dinajpur do Norte, Dinajpur do Sul e Malda) e as partes de Bihar incluem o distrito de Kishanganj. As colinas de Darjeeling também fazem parte do norte de Bengala. Embora apenas pessoas de Jaipaiguri, Alipurduar e Cooch Behar se identifiquem como Bengali do Norte. Bengala do Norte é dividida em regiões de Terai e Dooars. Bengala do Norte também é conhecida por sua rica herança cultural, incluindo dois Patrimônios Mundiais da UNESCO. Além da maioria bengali, o Bengala do Norte é o lar de muitas outras comunidades, incluindo nepaleses, pessoas santhal, lepchas e rajbongshis.

#### Bengala do nordeste

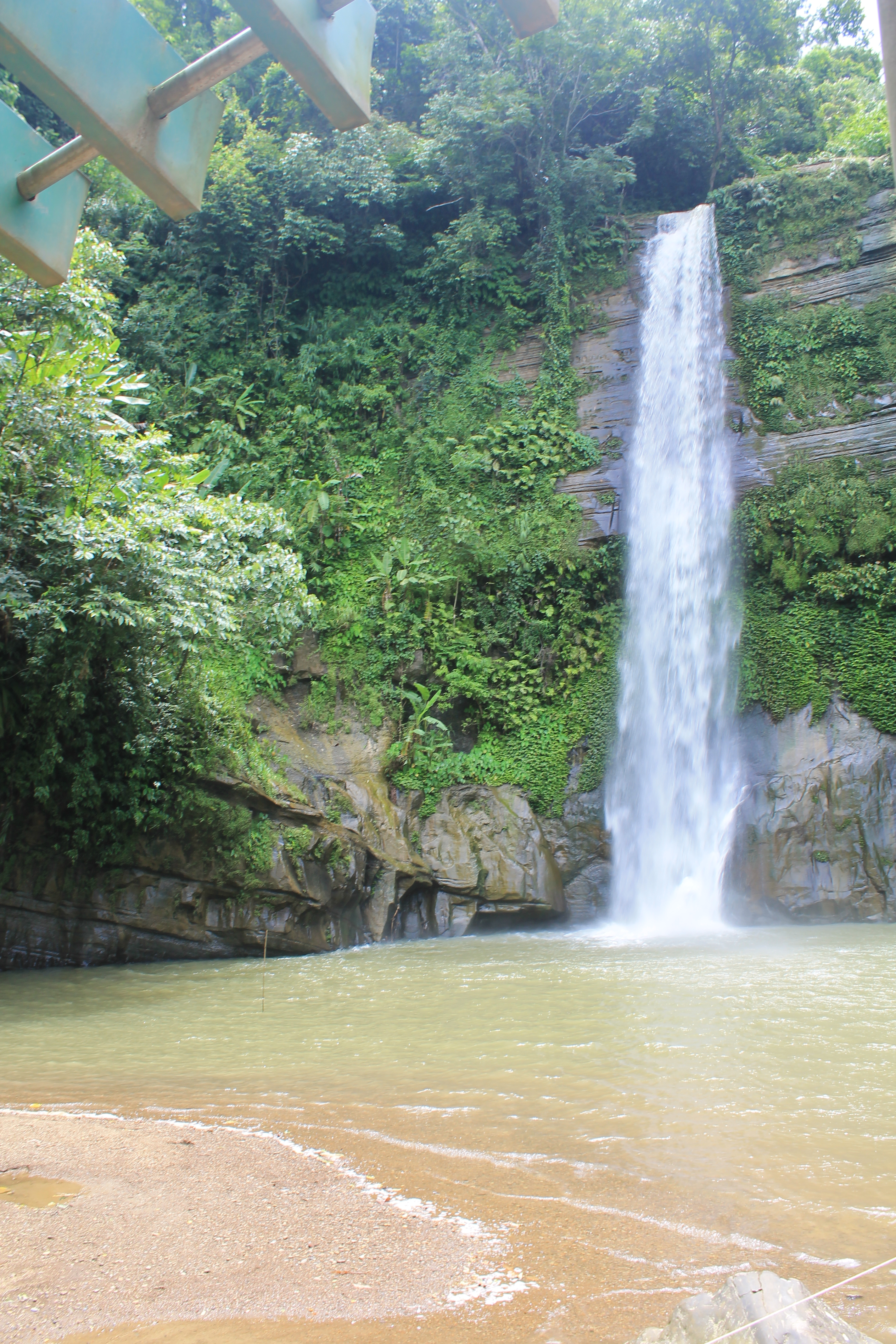
Cachoeiras são uma visão comum nas terras altas do leste de Bangladexe

Bengala do Nordeste refere-se à região de Sylhet, compreendendo a divisão Sylhet de Bangladexe e o Vale de Baraque, no estado indiano de Assão. A região é conhecida pelo seu distintivo terreno fértil nas terras altas, extensas plantações de chá, florestas tropicais e zonas húmidas. Os rios Surma e Baraque são os marcadores geográficos da área. A cidade de Sylhet é o seu maior centro urbano, e a língua vernacular mais falada na região é o dialeto Sylheti do bengali. O endônimo da região é Srihatta. A região era governada pelos reinos de Kamarupa e Harikela. Mais tarde, tornou-se um distrito do Império Mogol. Juntamente com a população predominante Bengali reside uma pequena minoria Bishnupriya Manipuri.
A região é a encruzilhada de Bengala e nordeste da Índia.

#### Bengala Central
Bengala Central refere-se à Divisão de Daca do Bangladexe. Inclui o trato elevado de Madhupur com uma grande floresta de árvores do Sal. O rio Padma corta a parte sul da região, separando a região maior de Faridpur. No norte, encontram-se as maiores regiões de Mymensingh e Tangail.
A Bengala do Sul cobre a parte sul do estado indiano de Bengala Ocidental e o sudoeste de Bangladexe. A parte indiana da Bengala do Sul inclui 12 distritos: Calcutá, Haora, Hooghly, Burdwan, Midnapur do Leste, Midnapur do Oeste, Purulia, Bankura, Birbhum, Nadia, Parganas do Sul, Parganas do Norte. A parte do Bangladexe inclui a Divisão Faridpur proposta, a Divisão Khulna e a Divisão Barisal.
O Sundarbans, um dos maiores centros de biodiversidade, está localizado no sul de Bengala. Bangladexe hospeda 60% da floresta, com o restante na Índia.

#### Bengala do Sudeste

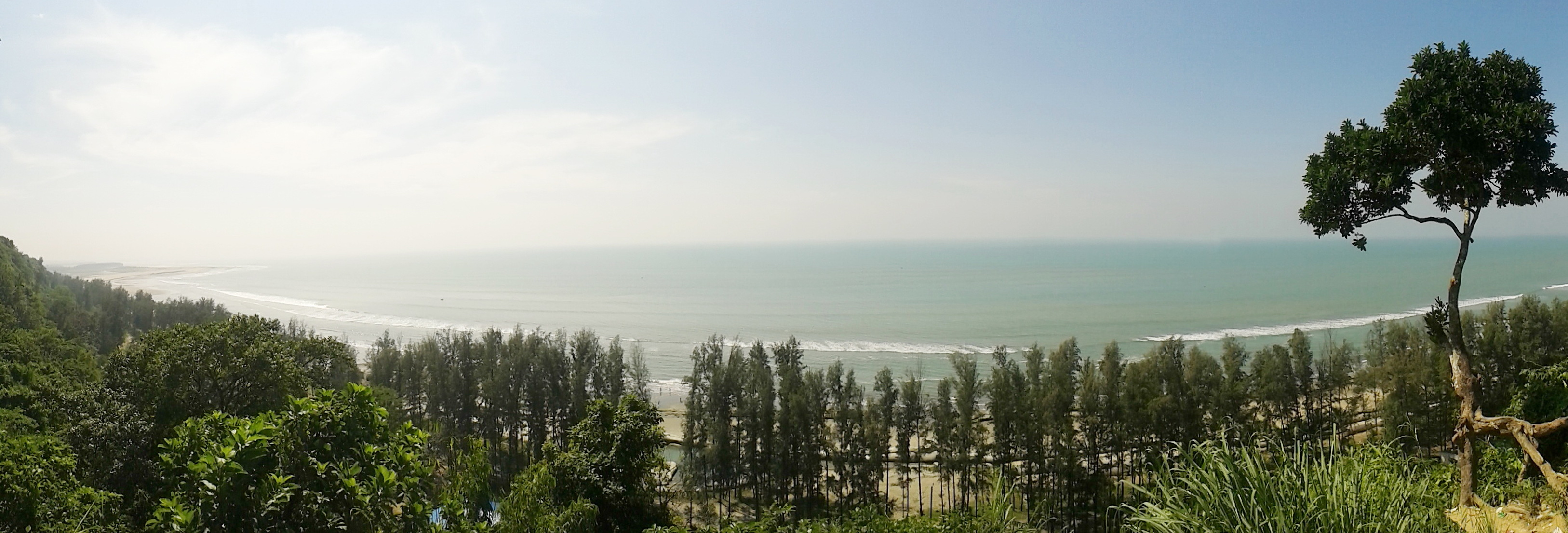
Cox's Bazar tem a maior praia marítima ininterrupta do mundo

O Sudeste de Bengala refere-se às áreas montanhosas e costeiras de língua bengali da Divisão de Chatigão no sudeste de Bangladexe e no estado indiano de Tripurá. O Sudeste de Bengala é conhecido por sua herança talassocrática e marítima. A área foi dominada pelos reinos Bengali Harikela e Samatata na antiguidade. Era conhecido pelos comerciantes árabes como Harkand no século IX. Durante o período medieval, a região era governada pelo Sultanato de Bengala, o Reino de Tripurá, o Reino de Mrauk U, o Império Português e o Império Mogol, antes do advento do domínio britânico. O dialeto chatigonês do bengali é predominante nas áreas costeiras do sudeste de Bengala. Juntamente com a sua população bengali, é também o lar de grupos étnicos tibeto-birmanês, incluindo os povos chakma, marma, tanchangya, tripuri e bawm.
O Sudeste de Bengala é considerado uma ponte para o sudeste da Ásia.

### Locais de interesse
Existem quatro Sítios do Patrimônio Mundial na região, incluindo os Sundarbans, o Somapura Mahavihara, a Cidade da Mesquita de Bagerhat e a Ferrovia do Himalaia de Darjeeling. Outros locais proeminentes incluem o Bishnupur, a cidade-templo Bankura, a Mesquita Adina, a Mesquita Caravançarai, numerosos palácios zamindar (como Ahsan Manzil e Cooch Behar Palace), o Forte Lalbagh, as ruínas do Grande Caravançarai, as ruínas do Caravançarai de Xaista Cã, o Kolkata Victoria Memorial, o edifício do Parlamento de Daca, cidades fortificadas arqueologicamente escavadas em Mahasthangarh, Mainamati, Chandraketugarh e Wari-Bateshwar, o Parque Nacional de Jaldapara, o Parque Nacional Lawachara, a Reserva de Caça Teknaf e as colinas de Chatigão.
O Cox's Bazar, no sudeste de Bangladexe, abriga a maior praia natural do mundo e um destino de surfe em crescimento. A ilha de St. Martin, na costa da Divisão de Chatigão, abriga o único recife de coral em Bengala.

## Flora e fauna

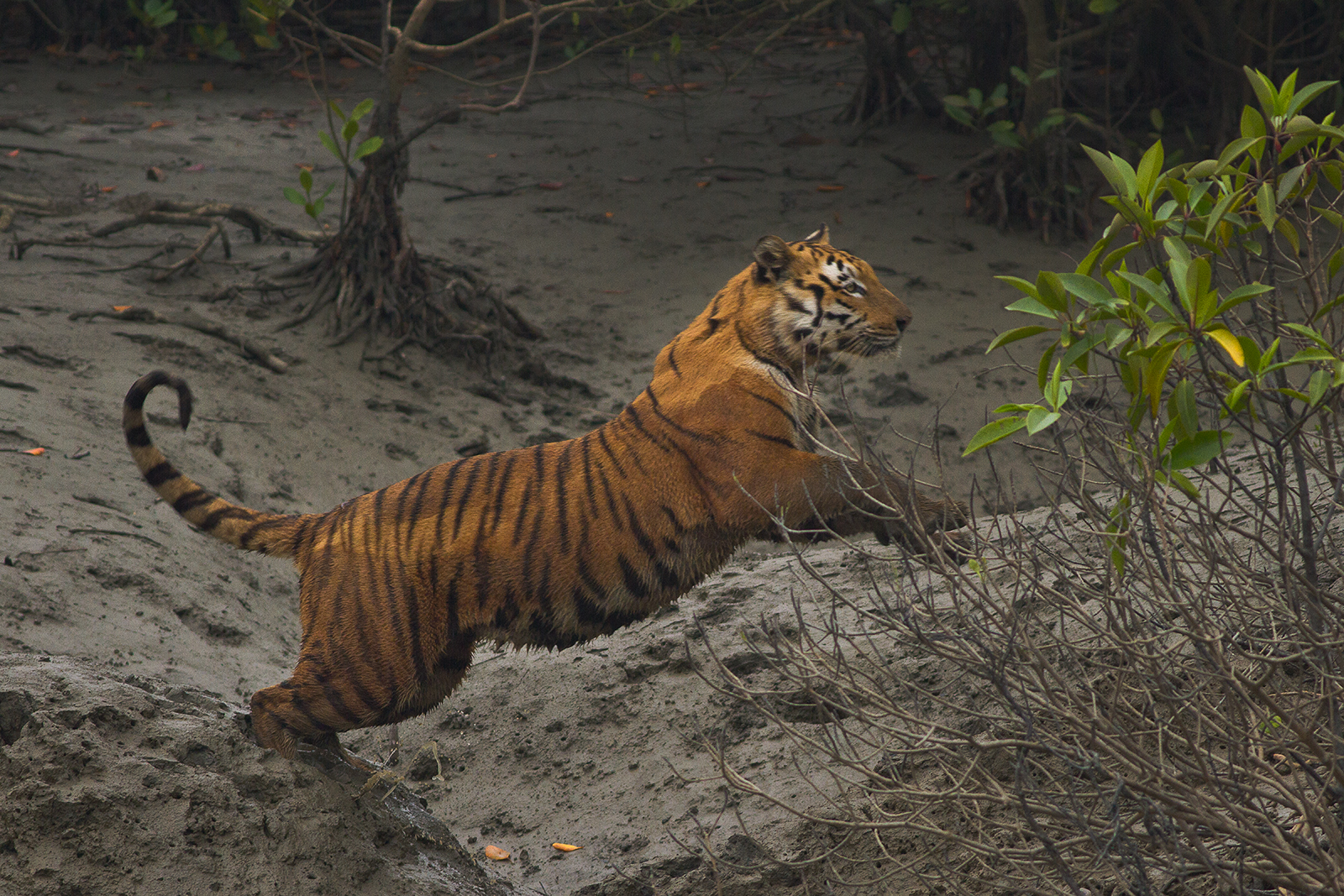
Um censo de 2015 dos tigres de Bengala Sundarbans encontrou 106 em Bangladexee 76 em Bengala Ocidental.

A planície de Bengala, que cobre a maior parte de Bangladexe e Bengala Ocidental, é uma das áreas mais férteis da Terra, com vegetação exuberante e terras agrícolas dominando sua paisagem. As aldeias bengalis estão enterradas entre bosques de manga, jaca, noz-de-areca e tamareiras. As plantações de arroz, juta, mostarda e cana-de-açúcar são comuns. Os corpos de água e zonas úmidas fornecem um habitat para muitas plantas aquáticas no delta do Ganges-Bramaputra. A parte norte da região apresenta colinas do Himalaia (Dooars) com sal densamente arborizado e outras árvores perenes tropicais. Acima de uma elevação de 1.000 metros, a floresta torna-se predominantemente subtropical, com predomínio de árvores de floresta temperada, como carvalhos, coníferas e rododendros. A floresta de Sal também é encontrada em todo o centro de Bangladexe, particularmente no Parque Nacional de Bhawal. O Parque Nacional Lawachara é uma floresta tropical no nordeste de Bangladexe. As colinas de Chatigão, no sudeste do Bangladexe, é conhecido por seu alto grau de biodiversidade.
O Sundarbans litoral na parte sudoeste de Bengala é a maior floresta de mangue do mundo e um Patrimônio Mundial da UNESCO. A região possui mais de 89 espécies de mamíferos, 628 espécies de aves e numerosas espécies de peixes. Para Bangladexe, o nenúfar, a pega oriental, a hilsa e a mangueira são símbolos nacionais. Para Bengala Ocidental, o martim-pescador de garganta branca, a árvore chatim e o jasmim de floração noturna são símbolos de estado. O tigre de Bengala é o animal nacional do Bangladexe e da Índia. O gato de pesca é o animal do estado de Bengala Ocidental.

## História

### Pré-história
O assentamento humano em Bengala pode ser rastreado até 20.000 anos atrás. Restos de estabelecimentos da idade de cobre datam de 4.300 anos. Evidências arqueológicas confirmam que, no segundo milênio aC, as comunidades que cultivavam arroz habitavam a região. Por volta do século XI a.C., as pessoas da área viviam em habitações alinhadas sistemicamente, usavam cemitérios humanos e fabricavam ornamentos de cobre e cerâmica preta e vermelha. Os rios Ganges, Bramaputra e Meghna eram artérias naturais para comunicação e transporte. Estuários na baía de Bengala permitiram o comércio marítimo. A Idade do Ferro primitiva viu o desenvolvimento de armas de metal, cunhagem, agricultura de campo permanente e irrigação. A partir de 600   AC, a segunda onda de urbanização engolfou o subcontinente do norte da índia, como parte da cultura Northern Black Polished Ware.

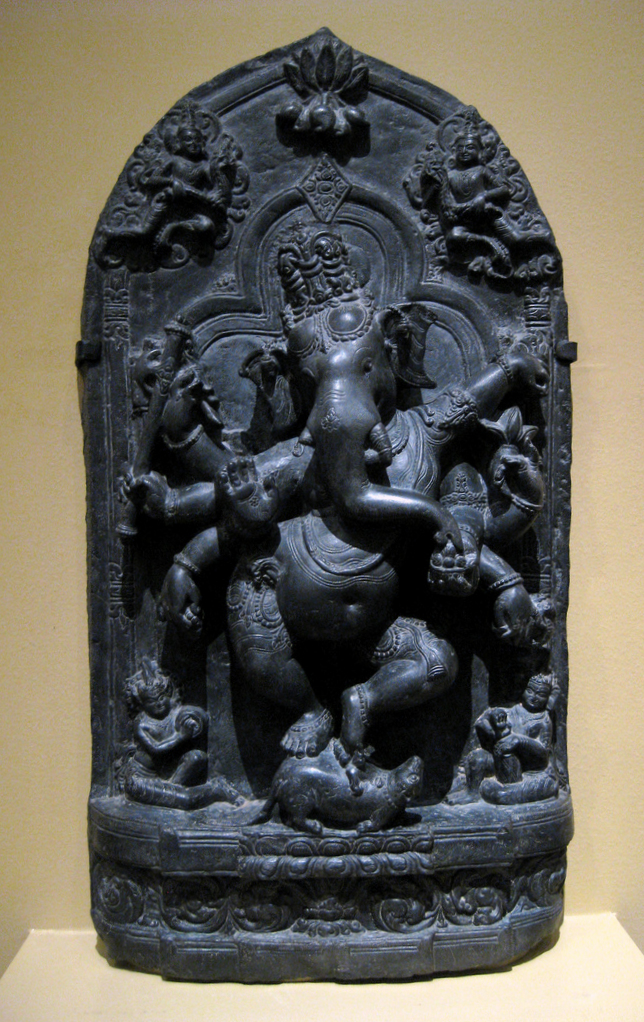
Escultura hindu, do século XI

Bengala antiga foi dividida entre as regiões de Varendra, Suhma, Anga, Vanga, Samatata e Harikela. A literatura indiana antiga descreveu a região como uma talassocracia, com colônias no sudeste da Ásia e no Oceano Índico. Por exemplo, o primeiro rei do Sri Lanka registrado foi um príncipe bengali chamado Vijaya. A região era conhecida pelos antigos gregos e romanos como Gangaridai. O embaixador grego Megasthenes narrou sua força militar e domínio do delta do Ganges. O exército de invasão de Alexandre, o Grande foi dissuadido pelas contas do poder de Gangaridai em 325 aC. Relatos posteriores romanos notaram rotas de comércio marítimo com Bengala e uma ânfora romana foi encontrada no distrito de Purba Medinipur, feita em Aelana (atual Aqaba na Jordânia) entre os séculos IV e VII dC. Outro reino proeminente na antiga Bengala foi Pundravardhana, que foi localizado no norte de Bengala, com sua capital localizada na moderna Bogra, o reino era proeminentemente budista, deixando para trás históricos Viharas como Mahasthangarh. Na mitologia védica, as famílias reais de Magadha, Anga, Vanga, Suhma e Kalinga eram todas relacionadas e descendentes de um rei.
A antiga Bengala era considerada parte da região de Magadha, que era o berço das artes e ciências indianas. Atualmente a região de Maghada é dividida em vários estados que são Bihar, Jharkhand e Bengala (Bengala Ocidental e Bengala Oriental). O legado de Magadha inclui o conceito de zero, a invenção do xadrez e a teoria da energia solar e lunar. eclipses e a Terra orbitam o Sol. O sânscrito secular, ou padrão antigo indo-ariano, era falado em Bengala. A língua bengali evoluiu a partir dos antigos dialetos sânscritos indo-arianos. A região era governada por dinastias hindus, budistas e jainistas, incluindo Maurianos, Guptas, Varmans, Khadgas, Palas, Chandras e Senas, entre outros. No século IX, os comerciantes árabes muçulmanos freqüentavam portos marítimos bengalis e descobriram que a região era um próspero reino marítimo com cunhagem e bancos bem desenvolvidos.

### Era medieval

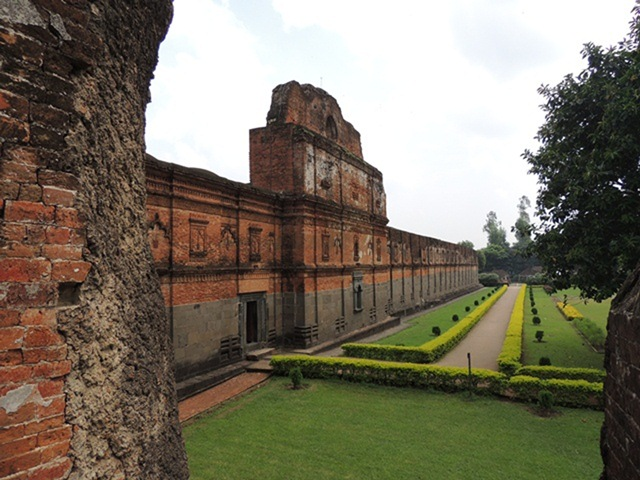
Inscrições na Mesquita Adina proclamam o construtor Sicandar Xá como "o mais sábio, o mais justo, o mais perfeito e o mais liberal dos sultões da Arábia, Pérsia e Índia".

O império de Pala era uma potência imperial no subcontinente indiano, que se originou na região de Bengala. Eles eram seguidores das escolas maaiana e tântrica do budismo. O império foi fundado com a eleição de Gopala como o imperador de Gauda em 750. No seu auge, no início do século IX, o império de Pala era a potência dominante no subcontinente norte, com seu território se estendendo por partes do atual Paquistão oriental, norte e nordeste da Índia, Nepal e Bangladexe. O império desfrutava de relações com o Império Srivijaya, o Império Tibetano e o Califado Abássida Árabe. O Islã apareceu pela primeira vez em Bengala durante o governo de Pala, como resultado do aumento do comércio entre Bengala e o Oriente Médio. O ressurgimento da dinastia Hindu Sena destronou o império de Pala no século XII, encerrando o reinado da última grande potência imperial budista no subcontinente.
As conquistas muçulmanas do subcontinente indiano absorveram Bengala em 1204. A região foi anexada pelo Sultanato de Delhi. O domínio muçulmano introduziu a reforma agrária, um novo calendário e o sufismo. A região viu o surgimento de importantes cidades-estados em Sonargaon, Satgaon e Lakhnauti. Em 1352, Ilias Xá alcançou a unificação de uma Bengala independente. Nos séculos XIV e XV, o Sultanato de Bengala foi uma grande potência diplomática, econômica e militar no subcontinente. Desenvolveu as relações do subcontinente com a China, o Egito, o Império Timúrido e a África Oriental. Em 1540, Xer Xá Suri foi coroado imperador do subcontinente do norte na capital bengalesa Gaur.

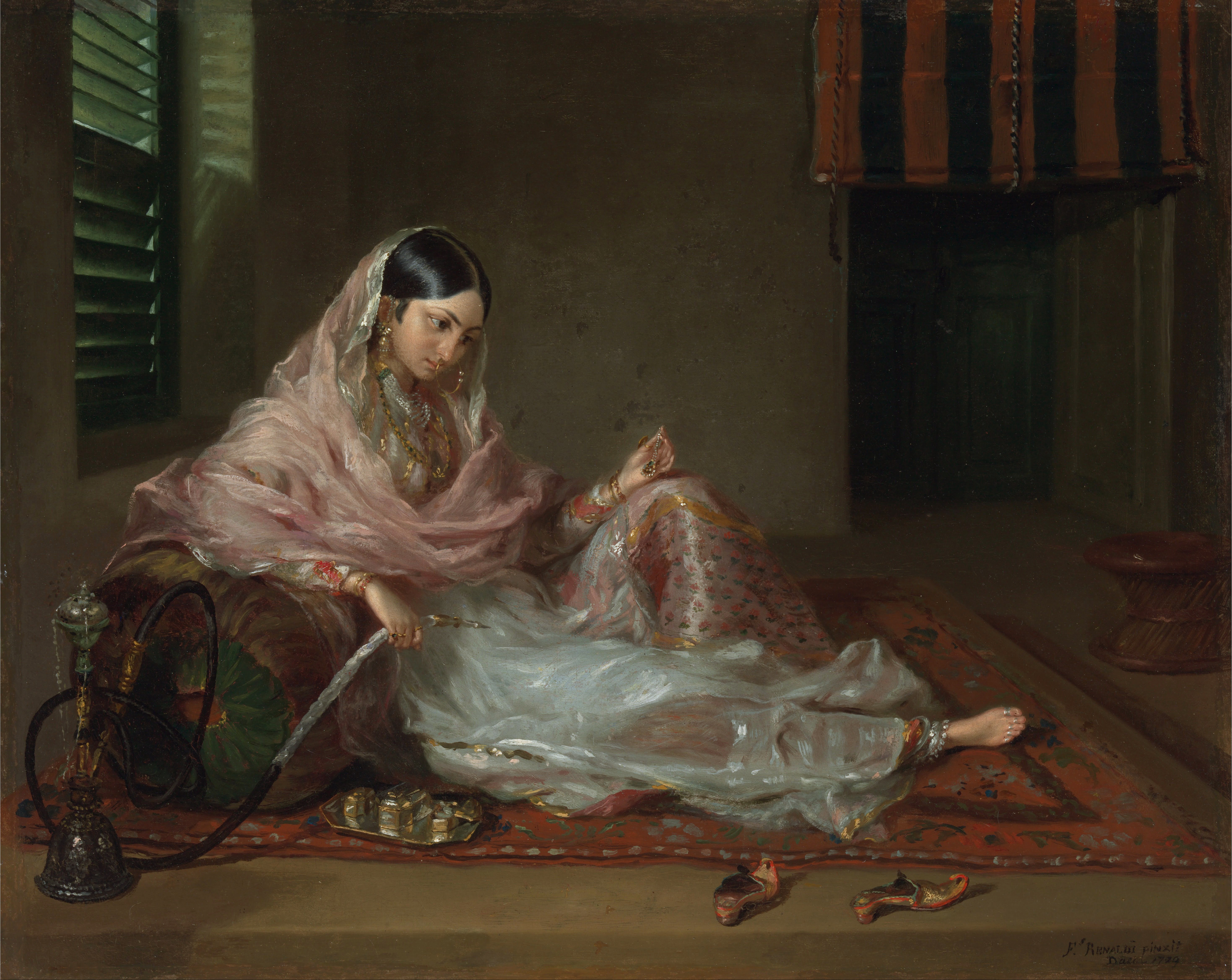
Uma mulher em Daca vestida de musselina bengali, do século XVIII

O império mogol conquistou Bengala no século XVI. A província de Bengala Subah, no Império Mogol, era o estado mais rico do subcontinente. O comércio e a riqueza de Bengala impressionaram tanto os mogóis que foram descritos como o Paraíso das Nações pelos imperadores mongóis. A região também foi notável por sua poderosa aristocracia semi-independente, incluindo os Doze Bhuiyans e os Nawabs de Bengala. Foi visitado por vários exploradores do mundo, incluindo ibne Batuta, Niccolò Da Conti e Zheng He.
Sob o Império Mogol, Bengala era um centro dos comércios mundiais de musselina e seda. Durante a Era Mogol, o centro mais importante da produção de algodão foi Bengala, particularmente em torno de sua capital, Daca, levando à musselina sendo chamada de "daka" em mercados distantes como a Ásia Central. Internamente, grande parte da Índia dependia de produtos bengalis como arroz, sedas e tecidos de algodão. No exterior, os europeus dependiam de produtos bengalis como têxteis de algodão, sedas e ópio; A bengala foi responsável por 40% das importações holandesas da Ásia, por exemplo, incluindo mais de 50% dos têxteis e cerca de 80% das sedas. De bengala, salitre também foi enviado para a Europa, ópio foi vendido na Indonésia, seda crua foi exportada para o Japão e os Países Baixos, tecidos de algodão e seda foram exportados para a Europa, Indonésia e Japão, tecido de algodão foi exportado para as Américas e o Oceano Índico. Bengala também tinha uma grande indústria de construção naval. Em termos de tonelagem de construção naval durante os séculos XVI-XVIII, o historiador econômico Indrajit Ray estima a produção anual de Bengala em 223.250 toneladas, em comparação com 23.061 toneladas produzidas em dezenove colônias na América do Norte de 1769 a 1771.
Desde o século XVI, os comerciantes europeus percorreram as rotas marítimas para Bengala, seguindo as conquistas portuguesas de Malaca e Goa. Os portugueses estabeleceram um assentamento em Chatigão com permissão do Sultanato de Bengala em 1528, mas mais tarde foram expulsos pelos mongóis em 1666. No século XVIII, o Tribunal Mogol se desintegrou rapidamente devido à invasão e rebeliões internas de Nader Xá, permitindo que as potências coloniais europeias montassem postos de comércio em todo o território. A Companhia Britânica das Índias Orientais finalmente emergiu como a principal potência militar na região; e derrotou o último Nawab independente de Bengala na Batalha de Plassey em 1757.

### Era colonial (1757-1947)

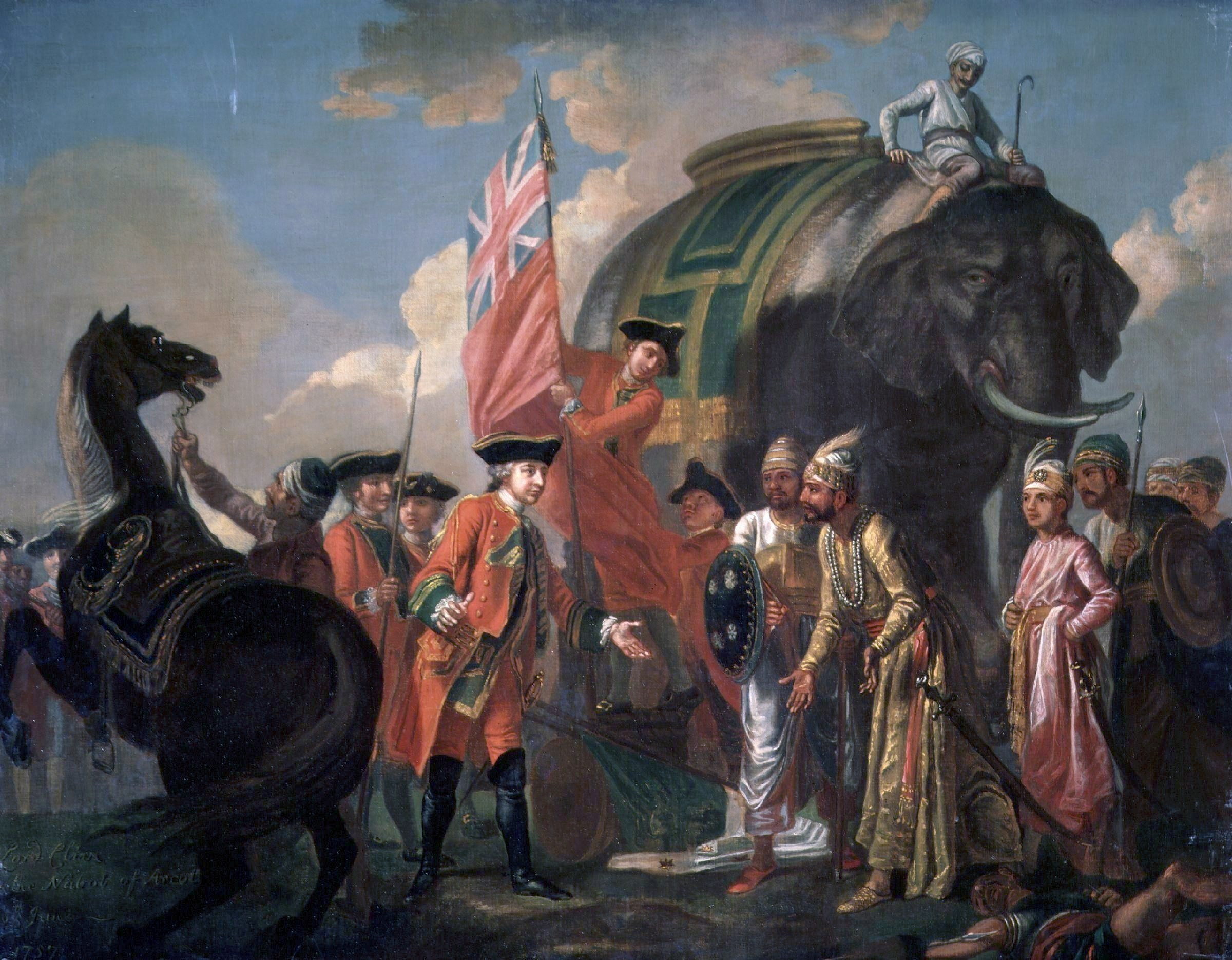
A batalha de Plassey, em 1757, inaugurou o domínio britânico

Em Bengala, o poder político e militar efetivo foi transferido do antigo regime para a Companhia Britânica das Índias Orientais por volta de 1757-65. Regra da empresa na Índia começou sob a presidência de Bengala. Calcutá foi nomeada a capital da Índia Britânica em 1772. A presidência era dirigida por uma administração civil-militar, incluindo o Exército de Bengala, e tinha a sexta rede ferroviária mais antiga do mundo. Grandes fomes de Bengala atingiram várias vezes durante o domínio colonial (notavelmente a Grande Fome de Bengala de 1770 e a fome de Bengala de 1943 ). A rebelião indiana de 1857 foi iniciada nos arredores de Calcutá e se espalhou para Daca, Chatigão, Jalpaiguri, Sylhet e Agartala, em solidariedade às revoltas no norte da Índia. O fracasso da rebelião levou à abolição do Tribunal Mogol e ao governo direto do Raj britânico. O final do século XIX e início do século XX na Bávala do Renascimento teve um grande impacto na vida cultural e econômica de Bengala. Entre 1905 e 1912, uma tentativa abortada foi feita para dividir a província de Bengala em duas zonas, que incluíam a província de curta duração de Bengala Oriental e Assão, baseada em Daca e Shillong. Sob o domínio britânico, Bengala experimentou desindustrialização.
Em 1876, 200 000 pessoas foram mortas em Bengala pelo ciclone da Grande Bangladexe.
Bengala desempenhou um papel importante no movimento de independência da Índia, em que os grupos revolucionários eram dominantes. Tentativas armadas de derrubar o Raj Britânico começaram com a rebelião de Titumir e atingiram o clímax quando Subhas Chandra Bose liderou o Exército Nacional Indiano contra os britânicos. Bengala também foi central na crescente consciência política da população muçulmana — a Liga Muçulmana de Toda a Índia foi estabelecida em Daca em 1906. O movimento de pátria muçulmano pressionou por um estado soberano no leste da Índia britânica com a Resolução de Lahore em 1943. O nacionalismo hindu também era forte em Bengala, que abrigava grupos como o hindu Mahasabha. Apesar de um último esforço para formar uma Bengala Unida, quando a Índia conquistou a independência em 1947, Bengala foi dividida ao longo das linhas religiosas. A parte ocidental foi para a Índia (e recebeu o nome de Bengala Ocidental), enquanto a parte oriental juntou-se ao Paquistão como uma província chamada Bengala Oriental (mais tarde renomeada como Paquistão Oriental, dando origem a Bangladexe em 1971). As circunstâncias da divisão eram sangrentas, com distúrbios religiosos generalizados em Bengala.
O ciclone Bhola de 1970 tirou a vida de 500.000 pessoas em Bengala, tornando-o um dos ciclones mais mortais registrados.

### Pós-partição (1947 – presente)

#### Índia
Bengala Ocidental
Bengala Ocidental tornou-se um dos estados mais populosos da Índia. Calcutá, a antiga capital do Raj britânico, tornou-se a capital do estado de Bengala Ocidental e continuou a ser a maior cidade da Índia até o final do século XX, quando graves escassez de energia e um violento movimento marxista-naxalita danificaram grande parte da infra-estrutura do estado. Nos anos 1960 e 1970, levando a um período de estagnação econômica. A política da Bengala Ocidental sofreu uma grande mudança quando a Frente de Esquerda venceu as eleições de 1977, derrotando o atual Congresso Nacional Indiano. A Frente de Esquerda, liderada pelo Partido Comunista da Índia (Marxista) (CPI (M)) governou o estado por mais de três décadas, que foi a administração comunista eleita mais longa do mundo na história. Desde a década de 2000, a Bengala Ocidental experimentou um rejuvenescimento econômico, particularmente em sua indústria de TI.
Tripurá

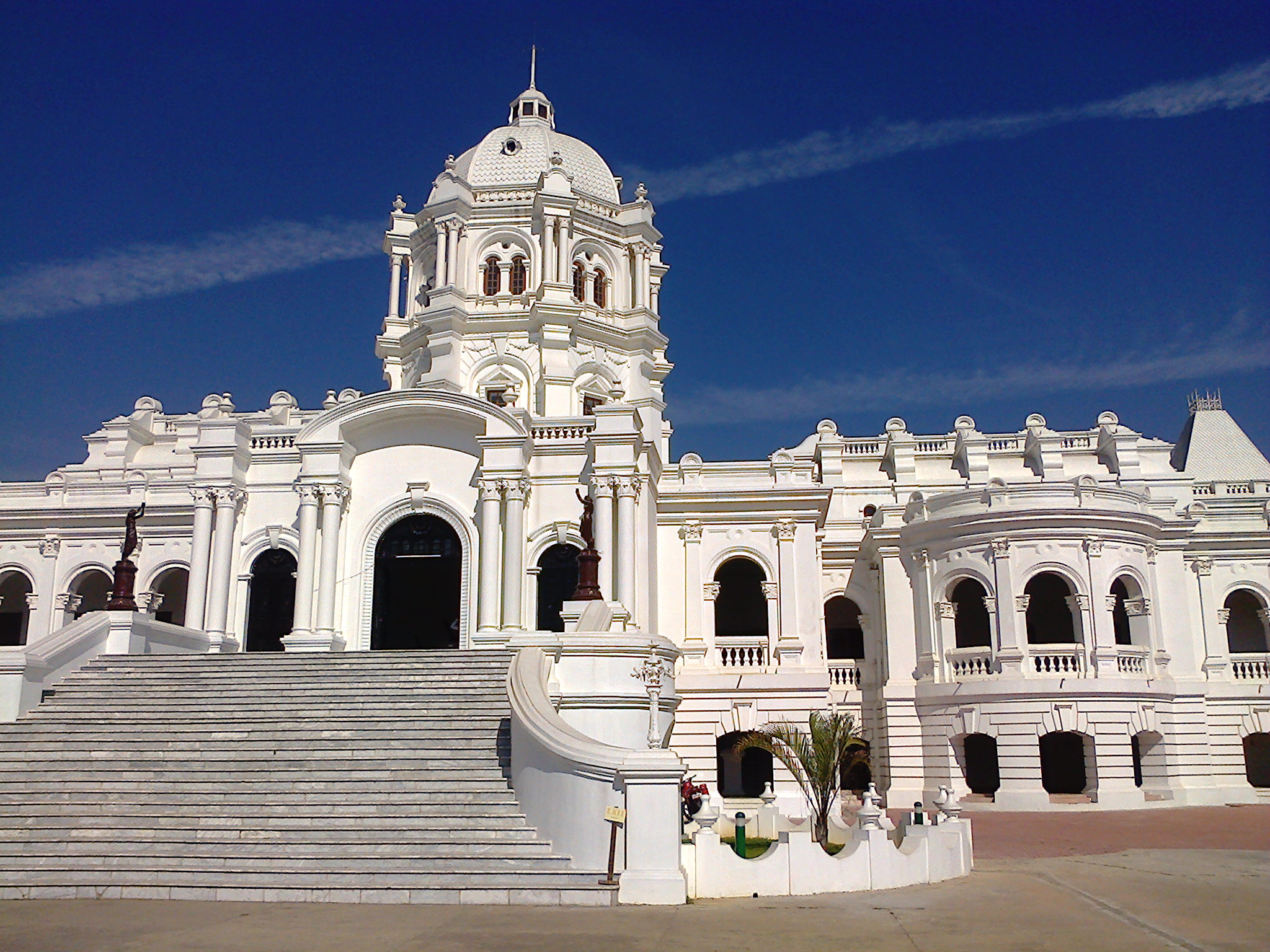
O antigo palácio real de Hill Tippera em Agartala

O estado principesco de Hill Tippera, que estava sob a suserania da Índia britânica, era governado por uma monarquia de língua bengali. Após a morte do marajá Bir Bikram Kishore Debbarman, o Estado principesco aderiu à União da Índia em 15 de outubro de 1949 sob o Acordo de Concentração Tripurá assinado pelo Marajá Regent Kanchan Prava Devi. Na década de 1950, a região tinha uma população majoritariamente bengali devido ao influxo de hindus do Paquistão Oriental após a partição. Tornou-se um Território da União da Índia em novembro de 1953. Foi concedido o estado completo com uma legislatura eleita em julho de 1963. Uma insurgência dos povos indígenas afetou o estado por vários anos. A Frente de Esquerda governou o estado entre 1978 e 1988, seguida por um período de governo do Congresso Nacional Indiano até 1993, e depois um retorno aos comunistas.
Valer de Baraque
O Vale de Baraque juntou-se à união da Índia depois de sua partição de Sylhet em 1947 e foi uma parte do estado de Assão. Um dos eventos mais significativos da história da região foi o movimento da linguagem em 1961, em que o assassinato de agitadores pela polícia estadual levou o bengali a ser reconhecido como uma das línguas oficiais de Assão. A questão do assentamento bengali no estado tem sido uma parte contenciosa do conflito de Assão.

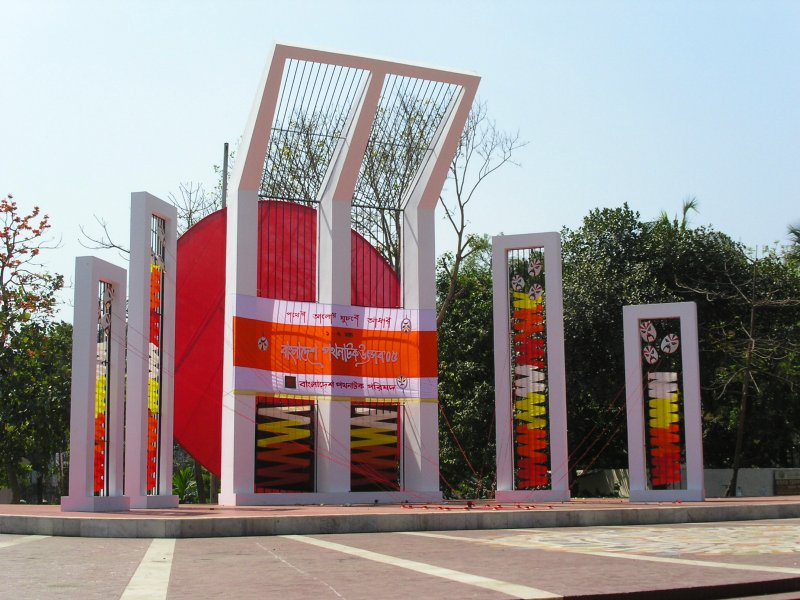
O Shaheed Minar em Daca comemora o Movimento pela Língua Bengali de 1952

Em 1948, o governo do Domínio do Paquistão ordenou o urdu como a única língua nacional, desencadeando extensos protestos entre a maioria de Bengala de leste da Bengala Oriental. Enfrentando as crescentes tensões sectárias e descontentamento em massa com a nova lei, o governo proibiu reuniões públicas e comícios. Os estudantes da Universidade de Daca e outros ativistas políticos desafiaram a lei e organizaram um protesto em 21 de fevereiro de 1952. O movimento atingiu seu clímax quando vários manifestantes estudantis foram mortos a tiros pela polícia. Como resultado do movimento, o governo do Paquistão em 1956 incluiu o bengali como língua nacional junto com o urdu. A UNESCO, em 1999, declarou o dia 21 de fevereiro como o Dia Internacional da Língua Materna, em homenagem ao incidente de 1952.
A Bengala Oriental, que mais tarde foi renomeada para o Paquistão Oriental em 1955, abrigava a maioria demográfica do Paquistão e desempenhou um papel fundamental na fundação do novo Estado. Estrategicamente, o Paquistão aderiu à Organização do Tratado do Sudeste Asiático sob o governo do primeiro-ministro bengali Mohammad Ali, de Bogra, como um baluarte contra o comunismo. No entanto, as tensões entre o leste e o oeste do Paquistão aumentaram rapidamente devido à exclusão política, à negligência econômica e à discriminação étnica e linguística. O Estado do Paquistão foi submetido a anos de regime militar devido a temores de supremacia política bengali sob a democracia. Eleitos governos liderados por bengaleses nos níveis federal e provincial, liderados por estadistas como AK Fazlul Huq e HS Suhrawardy, foram deposto.

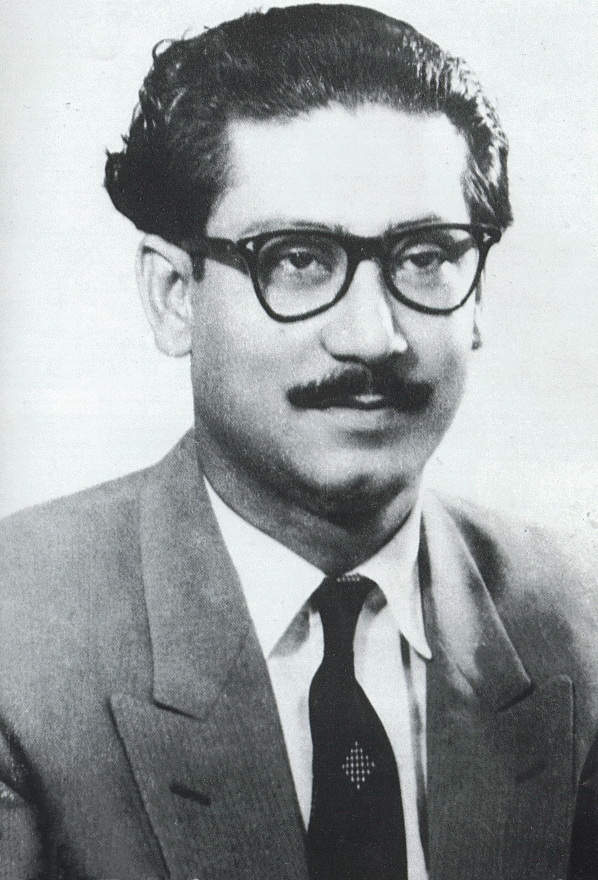
Sheikh Mujibur Rahman liderou a década de lutas da independência de Bengali, incluindo a Guerra de Libertação de Bangladexe de 1971

O Paquistão do Leste testemunhou a ascensão dos chamados de auto-determinação bengalis liderados por Sheikh Mujibur Rahman e Maulana Bhashani nos anos 1960. Rahman lançou o movimento de seis pontos pela autonomia em 1966. Após a eleição nacional de 1970, o partido de Rahman, a Liga Awami, surgiu como o maior partido do parlamento do Paquistão. A antiga junta militar paquistanesa se recusou a aceitar os resultados eleitorais que provocaram a desobediência civil em todo o Paquistão Oriental. Os militares paquistaneses responderam lançando um genocídio que causou a Guerra de Libertação de Bangladexe em 1971. O primeiro governo do Bangladexe e o Mukti Bahini empreenderam uma campanha de guerrilha com o apoio da vizinha Índia, que recebeu milhões de refugiados de guerra. O apoio global à independência do Paquistão Oriental aumentou devido à crise humanitária do conflito, com as forças armadas indianas intervindo em apoio às Forças de Bangladexe nas últimas duas semanas da guerra e garantindo a rendição do Paquistão.

##### Bangladexe (1971 – presente)
Após a independência, Bangladexe adotou uma democracia secular sob sua nova constituição em 1972. O premier da Liga Awami, Sheikh Mujibur Rahman, tornou-se o homem forte do país e implementou muitas políticas socialistas. Um estado de partido único foi promulgado em 1975. O xeque Mujibur Rahman foi assassinado mais tarde naquele ano durante um golpe militar que inaugurou dezesseis anos de ditaduras militares e governos presidenciais. O comandante da guerra de libertação Ziaur Rahman emergiu como líder de Bangladexe no final dos anos 1970. Ele reorientou a política externa do país para o Ocidente e restaurou os mercados livres e a política multipartidária. O presidente Zia foi assassinado em 1981 durante um golpe militar fracassado. Ele foi finalmente sucedido por seu chefe do exército Hussain Muhammad Ershad. Com a duração de nove anos, a regra de Ershad testemunhou a continuação de reformas de mercado pró-livres e a devolução de alguma autoridade ao governo local. A Associação do Sul da Ásia para a Cooperação Regional (SAARC) foi fundada em Daca em 1985. O governo do Partido Jatiya fez do Islã a religião do Estado em 1988.
Uma revolta popular restaurou a democracia parlamentar em 1991. Desde então, o Bangladexe alternou amplamente entre as chefias de Sheikh Hasina, da Liga Awami, e Khaleda Zia, do Partido Nacionalista de Bangladexe, bem como dos governos de governo tecnocrático. Regra de emergência foi imposta pelas forças armadas em 2007 e 2008 após a violência de rua generalizada entre a Liga e o BNP. A restauração do governo democrático em 2009 foi seguida pelo início do Tribunal Internacional de Crimes para processar os sobreviventes do genocídio de 1971. Hoje, o país é uma economia emergente, listada como um dos Próximos Onze e com crescente desenvolvimento industrial, mas continua a enfrentar desafios políticos, econômicos e sociais.

### Esportes
Cricket e futebol são esportes populares na região de Bengala.
Jogos locais incluem esportes como Kho Kho e Kabaddi, sendo este último o esporte nacional do Bangladexe.
Um Indo-Bangladexe Bengali Games foi organizado entre os atletas das áreas de língua bengali dos dois países.